# Marquesado de San Felipe y Santiago
El Marquesado de San Felipe y Santiago  es un título nobiliario español creado por Real decreto de 30 de mayo de 1713 por el rey Felipe V a favor de Juan Núñez del Castillo y Piñero, natural de Almuñécar, en Granada, fue el primero de esta familia que se estableció en la isla de Cuba. En 1711 fundó la ciudad de San Felipe y Santiago en su hacienda “El Bejucal”, en la provincia de La Habana. Fue además Gentilhombre de Cámara de Su Majestad, Adelantado y Justicia Mayor de la dicha ciudad, pero no se hizo firme la merced por no haber sacado el correspondiente Real despacho de la concesión, por lo que este recayó en 1730 a favor de José Núñez del Castillo y Pérez de los Reyes, natural de La Habana, teniente coronel de Infantería y gentilhombre de Cámara de Su Majestad. Gobernó interinamente la provincia de Cumaná y en la expedición destinada a destruir las plantaciones de la Nueva Georgia, se le encargó el comando de las tropas milicianas de esta plaza.

## Marqueses de San Felipe y Santiago
|                       | Titular                                                   | Periodo               |
| Creación por Felipe V | Creación por Felipe V                                     | Creación por Felipe V |
| --------------------- | --------------------------------------------------------- | --------------------- |
| 0                     | Juan Núñez del Castillo y Piñero                          | 1713-1725             |
| I                     | Juan José de Núñez del Castillo y Pérez de los Reyes      | 1730-1758             |
| II                    | Juan Francisco Núñez del Castillo y Sucre                 |                       |
| III                   | Juan Clemente Núñez del Castillo y Molina                 | ¿1805?-1821           |
| IV                    | Juan Francisco Núñez del Castillo y Espinosa de Contreras | ¿1821?-1849           |
| V                     | María Francisca Núñez del Castillo y Montalvo             | 1851-                 |
| VI                    | Benjamín Carlos Núñez del Castillo y Durel                | 1902-1907             |
| VII                   | José María Montalvo y de la Cantera                       | 1907-1920             |
| VIII                  | José Ignacio de la Cámara y O'Reilly                      | 1920-                 |
| IX                    | Francisco de la Cámara y Argüelles                        | 1982-actual titular   |

## Historia de los Marqueses de San Felipe y Santiago
- Juan Nuñez del Castillo. Hijo de Juan de Castilla Núñez del Castillo Espejo y de Leonor Elvira Rodríguez de Piñero Castillo, nació el 22 de febrero de 1660 en Granada de Almuñécar, falleció el 11 de julio de 1725 in Habana, Cuba.[1] Dio poder para testar a su mujer el 3 de enero de 1721 ante el escribano habanero Sebastián Fernández de Velasco.

Casó el 1 de febrero de 1690 con Rosa María Pérez de los Reyes y Castellanos, Sánchez y Hernández. Le sucedió su hijo:
- Juan José de Núñez del Castillo y Pérez de los Reyes, I marqués de San Felipe y Santiago . Nació en La Habana el 20 de agosto de 1704 y falleció en Madrid en el 1758.

Casó con Feliciana Antonia de Sucre y Trelles (1709-1750). Le sucedió su hijo:
- Juan Francisco Núñez del Castillo y Sucre, III marqués de San Felipe y Santiago .

Casó en el 1750 con Juana María Molina y Pita de Figueroa. Le sucedió su hijo:
- Juan Clemente Núñez del Castillo y Molina (1754-1821), IV marqués de San Felipe y Santiago , I conde del Castillo, grande de España.

Casó con María Ignacia Espinosa de Contreras y Jústiz.  Fundó un mayorazgo. Le sucedió su hijo:
- Juan Francisco Núñez del Castillo y Espinosa de Contreras (1773-1849), V marqués de San Felipe y Santiago, II conde del Castillo, grande de España.

1. Casó con María Encarnación Montalvo y O'Farrill.
2. Casó con María de los Dolores Pedroso y Echevarría. Le sucedió, de su primer matrimonio, su hija:

- María Francisca Núñez del Castillo y Montalvo, nacida en La Habana, Cuba el 4 de octubre de 1806, "VI marquesa de San Felipe y Santiago" (parece ser que nunca llevó legalmente este marquesado) , y III conde del Castillo, grande de España.

Casó el 21 de julio de 1823 con don Manuel O’Reilly y Calvo de la Puerta, nacido en La Habana, Cuba, el 16 de enero de 1797 y allí fallecido el 8 de mayo de 1882, III conde de O’Reilly, IV conde de Buenavista y heredero del marquesado de justiz de Santa Ana, brigadier de infantería, recayendo en esta forma en la familia, los títulos de marqués de San Felipe y Santiago y conde del Castillo, con grandeza. A su muerte, sus dos títulos quedaron vacantes y finalmente caducados.
Fueron rehabilitados en 1902, por:
- Benjamín Carlos Núñez del Castillo y Durel, VI marqués de San Felipe y Santiago, IV conde del Castillo, grande de España. Perdió sus derechos judicialmente, a favor de:

- José María Montalvo de la Cantera, VII marqués de San Felipe y Santiago, V conde del Castillo, grande de España, IV conde de Casa Montalvo. Perdió sus derechos judicialmente a favor de:

- María Francisca O'Reilly y Pedroso, V marquesa de Jústiz de Santa Ana, (había casado con Juan Ignacio de la Cámara y Morell). Cedió los derechos a su hijo:
- José Ignacio (Marcelo Ramón Francisco de las Mercedes de Nuestra Señora del Sagrado Corazón de Jesús) de la Cámara y O'Reilly (La Habana, Cuba, 16 de enero de 1894 - ¿?), VIII marqués de San Felipe y Santiago, VI conde del Castillo.

Casó con María Josefa Argüelles y Claussó. Por distribución, le sucedió su hijo:
- Francisco José de la Cámara y Argüelles (La Habana, Cuba, 10 de febrero de 1932), IX marqués de San Felipe y Santiago

Casó con Rosa Alsina y Lora. son sus hijos:
- Rosa María de la Cámara y Alsina,
- Margarita María de la Cámara y Alsina,
- Francisco Miguel de la Cámara y Alsina